# Кортни, Том (легкоатлет)
Томас Уильям «Том» Кортни (англ. Thomas  William 'Tom' Courtney, 17 августа 1933, Ньюарк, Нью-Джерси — 22 августа 2023, Нейплс, Флорида) — американский легкоатлет, двукратный олимпийский чемпион 1956 года.

## Спортивная карьера
Несколько раз выигрывал соревнования, организованные AAU. Выиграл две золотые медали на Летних Олимпийских играх 1956 года в австралийском Мельбурне (бег на 800 и 4×400 метров). Одна из них была буквально вырвана в напряженной и зрелищной дуэли с Дереком Джонсоном, спортсменом из Великобритании.

### Рекорды
Кортни принадлежит мировой рекорд 1.46,8 в беге на 880 ярдов (805 метров), установленный 24 мая 1957 года.

## Образование
В 1955 году получил научную степень в Университете Фордхем. Также имел степень магистра делового администрирования в Гарвардской школе бизнеса.

## Смерть
Том Кортни умер от амилоидоза в доме престарелых во Флориде 22 августа 2023 года в возрасте 90 лет.